# Arcó d'Egira
Arcó d'Egira (en llatí Archon ad Aegeira, en grec antic Ἄρχων "Arkhon") fou un polític de la Lliga Aquea nadiu d'Egira, i un dels que va defensar la conducta de la Lliga amb relació a Esparta davant el cònsol romà Quint Cecili Metel l'any 185 aC. Va ser enviat com ambaixador a Egipte el 168 aC. És potser el mateix Arcó, germà de Xenarc, mencionat per Titus Livi.